# Natação nos Jogos Olímpicos de Verão de 2024 - 100 m livre feminino
A prova dos 100 m livre feminino da natação nos Jogos Olímpicos de Verão de 2024 ocorreu em 30 e 31 de julho de 2024 na Paris La Défense Arena, em Paris. Um total de 29 nadadoras de 24 Comitês Olímpicos Nacionais (CON) participaram do evento.

## Qualificação
Cada Comitê Olímpico Nacional (CON) poderia inscrever no máximo duas nadadoras qualificadas em cada evento individual, mas somente se ambas atingissem o "tempo de qualificação olímpica" (OQT). Uma nadadora por evento poderia potencialmente entrar se atingisse o "tempo de consideração olímpica" (OCT), ou se a cota total de 852 competidores não tivesse sido atingida. Os CONs também poderiam inscrever nadadores independentemente do tempo através das vagas de universalidade, mesmo que não tenham atingindo nenhum dos tempos de inscrição padrão (OQT/OCT).
Após o fim da janela de qualificação, a World Aquatics avaliou o número de nadadores que alcançaram o OQT, o número de nadadores somente para as provas de revezamento e o número de vagas de universalidade, antes de convidar aqueles com OCT para cumprir a cota total de 852. Além disso, as vagas no OCT foram distribuídas por evento de acordo com as posições no ranking mundial durante o prazo de qualificação. Para os 100 m livre feminino, o OQT foi de 53s61 e o OCT de 53s88.

## Formato
A competição consiste em três rodadas: preliminares, semifinais e final. As nadadoras com os 16 melhores tempos nas baterias preliminares avançam às semifinais. Já as nadadoras com os 8 melhores tempos nas semifinais avançam à final. Desempates (swim-offs) são utilizados conforme necessário para quebrar os empates de avanço à próxima rodada.

## Calendário
Horário local (UTC+2)
| Data                | Horário | Fase         |
| ------------------- | ------- | ------------ |
| 30 de julho de 2024 | 12:45   | Preliminares |
| 30 de julho de 2024 | 21:30   | Semifinais   |
| 31 de julho de 2024 | 20:30   | Final        |

## Medalhistas
| Ouro   | SWE Sarah Sjöström  |
| Prata  | USA Torri Huske     |
| Bronze | HKG Siobhán Haughey |

## Recordes
Antes desta competição, os recordes mundiais e olímpicos da prova eram os seguintes:
| Tipo | Atleta         | Tempo | Local     | Data                |
| ---- | -------------- | ----- | --------- | ------------------- |
|      | Sarah Sjöström | 51.71 | Budapeste | 23 de julho de 2017 |
|      | Emma McKeon    | 51.96 | Tóquio    | 30 de julho de 2021 |

## Resultados

### Preliminares
As nadadoras com os 16 melhores tempos, independente da bateria, avançam às semifinais.
| Pos. | Bateria | Raia | Nadadora                 | CON                | Tempo   | Notas |
| ---- | ------- | ---- | ------------------------ | ------------------ | ------- | ----- |
| 1    | 2       | 4    | Sarah Sjöström           | SWE Suécia         | 52.99   | Q     |
| 2    | 4       | 4    | Siobhán Haughey          | HKG Hong Kong      | 53.02   | Q     |
| 3    | 2       | 5    | Yang Junxuan             | CHN China          | 53.05   | Q     |
| 4    | 4       | 5    | Marrit Steenbergen       | NED Países Baixos  | 53.22   | Q     |
| 5    | 3       | 4    | Mollie O'Callaghan       | AUS Austrália      | 53.27   | Q     |
| 6    | 3       | 5    | Shayna Jack              | AUS Austrália      | 53.40   | Q     |
| 7    | 4       | 3    | Torri Huske              | USA Estados Unidos | 53.53   | Q     |
| 8    | 2       | 3    | Gretchen Walsh           | USA Estados Unidos | 53.54   | Q     |
| 9    | 3       | 2    | Béryl Gastaldello        | FRA França         | 53.65   | Q     |
| 10   | 3       | 3    | Anna Hopkin              | GBR Grã-Bretanha   | 53.67   | Q     |
| 10   | 4       | 1    | Kayla Sanchez            | PHI Filipinas      | 53.67   | Q,    |
| 12   | 4       | 2    | Marie Wattel             | FRA França         | 53.70   | Q     |
| 13   | 4       | 6    | Wu Qingfeng              | CHN China          | 54.03   | Q     |
| 14   | 3       | 6    | Michelle Coleman         | SWE Suécia         | 54.10   | Q     |
| 15   | 4       | 7    | Neža Klančar             | SLO Eslovênia      | 54.12   | Q     |
| 16   | 2       | 2    | Maggie Mac Neil          | CAN Canadá         | 54.16   | Q, WD |
| 17   | 2       | 6    | Barbora Seemanová        | CZE Chéquia        | 54.66   | Q     |
| 18   | 2       | 7    | Kalia Antoniou           | CYP Chipre         | 54.75   |       |
| 19   | 3       | 1    | Snæfríður Jórunnardóttir | ISL Islândia       | 54.85   |       |
| 20   | 3       | 7    | Kornelia Fiedkiewicz     | POL Polônia        | 55.25   |       |
| 21   | 3       | 8    | Jana Pavalić             | CRO Croácia        | 55.77   |       |
| 22   | 4       | 8    | Gloria Muzito            | UGA Uganda         | 55.95   |       |
| 23   | 2       | 1    | Jillian Crooks           | CAY Ilhas Cayman   | 56.15   |       |
| 24   | 2       | 8    | Nesrine Medjahed         | ALG Argélia        | 57.34   |       |
| 25   | 1       | 4    | Paige van der Westhuizen | ZIM Zimbabwe       | 58.19   |       |
| 26   | 1       | 3    | Tilly Collymore          | GRN Granada        | 58.84   |       |
| 27   | 1       | 5    | Maxine Egner             | BOT Botsuana       | 58.98   |       |
| 28   | 1       | 6    | Aleka Persaud            | GUY Guiana         | 1:01.29 |       |
| 29   | 1       | 2    | Rana Saadeldin           | SUD Sudão          | 1:04.72 |       |

### Semifinais
As nadadoras com os oito melhores tempos, independente da bateria, avançam à final.
| Pos. | Bateria | Raia | Nadadora           | CON                | Tempo | Notas |
| ---- | ------- | ---- | ------------------ | ------------------ | ----- | ----- |
| 1    | 1       | 4    | Siobhán Haughey    | HKG Hong Kong      | 52.64 | Q     |
| 2    | 1       | 3    | Shayna Jack        | AUS Austrália      | 52.72 | Q     |
| 3    | 2       | 3    | Mollie O'Callaghan | AUS Austrália      | 52.75 | Q     |
| 4    | 2       | 5    | Yang Junxuan       | CHN China          | 52.81 | Q     |
| 5    | 1       | 5    | Marrit Steenbergen | NED Países Baixos  | 52.86 | Q     |
| 6    | 2       | 4    | Sarah Sjöström     | SWE Suécia         | 52.87 | Q     |
| 7    | 2       | 6    | Torri Huske        | USA Estados Unidos | 52.99 | Q     |
| 8    | 1       | 6    | Gretchen Walsh     | USA Estados Unidos | 53.18 | Q     |
| 9    | 2       | 1    | Wu Qingfeng        | CHN China          | 53.34 |       |
| 10   | 1       | 7    | Marie Wattel       | FRA França         | 53.38 |       |
| 11   | 1       | 2    | Anna Hopkin        | GBR Grã-Bretanha   | 53.74 |       |
| 12   | 1       | 1    | Michelle Coleman   | SWE Suécia         | 53.75 |       |
| 13   | 1       | 8    | Barbora Seemanová  | CZE Chéquia        | 53.94 |       |
| 14   | 2       | 8    | Neža Klančar       | SLO Eslovênia      | 53.96 | =     |
| 15   | 2       | 7    | Kayla Sanchez      | PHI Filipinas      | 54.21 |       |
| 16   | 2       | 2    | Béryl Gastaldello  | FRA França         | 54.29 |       |

### Final
As três nadadoras mais rápidas na final conquistam as medalhas.
| Pos.              | Raia | Nadadora           | CON                | Tempo | Notas |
| ----------------- | ---- | ------------------ | ------------------ | ----- | ----- |
| Medalha de ouro   | 7    | Sarah Sjöström     | SWE Suécia         | 52.16 |       |
| Medalha de prata  | 1    | Torri Huske        | USA Estados Unidos | 52.29 |       |
| Medalha de bronze | 4    | Siobhán Haughey    | HKG Hong Kong      | 52.33 |       |
| 4                 | 3    | Mollie O'Callaghan | AUS Austrália      | 52.34 |       |
| 5                 | 5    | Shayna Jack        | AUS Austrália      | 52.72 |       |
| 6                 | 6    | Yang Junxuan       | CHN China          | 52.82 |       |
| 7                 | 2    | Marrit Steenbergen | NED Países Baixos  | 52.83 |       |
| 8                 | 8    | Gretchen Walsh     | USA Estados Unidos | 53.04 |       |

Legenda
| Recorde mundial      | Recorde mundial (World record)               |                       | Recorde africano                      | Recorde africano (African) |                                           | Q | Classificado por posição (Qualified) |
| Recorde olímpico     | Recorde olímpico (Olympic record)            | Recorde da América    | Recorde da América (Americas)         | q                          | Classificado por melhor tempo (Qualified) |   |                                      |
| Melhor marca do ano  | Melhor marca do ano (World leading)          | Recorde asiático      | Recorde asiático (Asian)              | DNS                        | Não largou (Did not start)                |   |                                      |
| Recorde nacional     | Recorde nacional (National record)           | Recorde europeu       | Recorde europeu (European)            | DNF                        | Não terminou (Did not finish)             |   |                                      |
| Recorde pessoal      | Recorde pessoal do atleta (Personal best)    | Recorde da Oceania    | Recorde da Oceania (Oceania)          | DSQ / DQ                   | Desclassificado (Disqualified)            |   |                                      |
| Recorde da temporada | Recorde da temporada do atleta (Season best) | Recorde sul-americano | Recorde sul-americano (South America) | NM                         | Sem marca (No mark)                       |   |                                      |